# Klasien Horstman
Klasien Horstman (Emmen, 1959) is een Nederlandse hoogleraar filosofie van de gezondheidszorg

## Loopbaan
Horstman volgde na haar middelbare school een studie filosofische en historische sociologie aan de Rijksuniversiteit Groningen, waarin ze in 1986 afstudeerde. 
Ze werkte enige tijd als docent maatschappijleer en economie op een middelbare detailhandelschool en startte een promotie-onderzoek aan de Universiteit van Maastricht waarin ze  filosofische, sociologische en historische aspecten van gezondheidsvraagstukken bestudeerde. Ze volgde in het kader van haar promotie-onderwijs de opleiding Wetenschap en technologiestudies van de Netherland Graduate Research School in Wetenschap, Technologie en Moderne Cultuur, WTMC).  Het promotie-onderzoek richtte zich op de introductie van het begrip 'gezondheidsrisico' in  levensverzekeringen gedurende de 19e en 20e eeuw. Nog voor de afronding van haar promotie (1996) werkte ze als docent aan de universiteit in Maastricht en gaf les in onder meer gender- en gezondheidsvraagstukken.
In 2001 werd Horstman Socrates-hoogleraar wijsbegeerte en ethiek van bio-engineering aan de Technische Universiteit Eindhoven. Omstreeks dezelfde  tijd werd ze universitair hoofddocent aan de Universiteit Maastricht. Een van de centrale thema’s in haar onderzoek werd de invoering van de voorspellende geneeskunde en daarmee verbonden genetische technologieën.
In 2009 volgde haar benoeming tot hoogleraar filosofie van public health aan de Universiteit Maastricht en verschoof de aandacht in haar onderzoek naar aspecten van de publieke gezondheidszorg, zoals preventie, gezondheid op het werk, jeugdgezondheidszorg en publieke geestelijke volksgezondheid.

## Onderzoek
In het onderzoek van Horstman is veel aandacht voor de vraag of en hoe het top-down en technocratisch karakter van de gezondheidszorg kan veranderen. Is er meer ruimte mogelijk voor pluralisme en democratie, voor de cliënt, en in het bijzonder voor de perspectieven van laag opgeleide burgers? Horstman bepleit dat professionals in de gezondheidszorg meer gebruik maken van de kennis en waarden van cliënten die te dik zijn, te veel roken of ander riskant gedrag vertonen en deze mensen niet als lastige burgers in de hoek zetten. Horstman volgt enige experimenten met patiëntparticipatie in Nederland en vergelijkt tegelijk de aanpak van gezondheidszorg in verschillende delen van de wereld rond bijvoorbeeld infectieziekten en  obesitas.

## Overige activiteiten
Horstman is of was onder meer lid van diverse onderzoekscommissies van de Nederlandse Organisatie voor Gezondheidsonderzoek en Zorginnovatie (ZonMW) en de Nederlandse Organisatie voor Wetenschappelijk Onderzoek (NWO), de Wetenschappelijke Adviesraad van de "Public Health Status and Forecast Reports"  van het Rijksinstituut voor Volksgezondheid en Milieu (RIVM) en lid van de Raad van Toezicht van het Catharina Ziekenhuis in Eindhoven.

## Publicaties
Horstman publiceerde vele boeken, artikelen en hoofdstukken in boeken, zowel Nederlandstalig als Engelstalig.
Enkele Nederlandstalige artikelen zijn:
- Horstman, K.  (2016) Een kwestie van betekenissen.Tijdschrift voor Gezondheidswetenschappen 94 (8) 281-282.
- Hees, S.van, Horstman, K., Janssen, M. & Ruwaard, D. (2015) Betekenissen van burgerschap van ouderen in de participatie samenleving. Een analyse van ‘’Voor elkaar in Parkstad’’. Tijdschrift voor  Gezondheidswetenschappen, 93 (5) 188-193.
- Horstman, K. (2014) Goed leven met e-health. Morele gevolgen van e-health toepassingen, in: Nederlands Tijdschrift voor Geneeskunde, 158.
- Horstman, K. (2011) Leren van rokers en dikkerds. Tijdschrift voor Gezondheidswetenschappen, 89(3), 139-141.
- Meershoek, A., Bartholomee, Y., Horstman, K. (2010)  Vitaal en bevlogen. Economisering van de gezondheid van werknemers. Beleid en Maatschappij, 3, 232-245.
- Horstman, K.  (2005) Heilzaam Vlechtwerk. Gewina, Tijdschrift voor de geschiedenis der Geneeskunde, Natuurwetenschappen, Wiskunde en Techniek, 28(1), 54-56.
- Horstman, K., Van der Made, J. (2004) Voice and exit in de verzekeringswereld. Gebrekkige gezondheid, gebrekkig verweer? Beleid en Maatschappij, 31(1), 42-51.
- Horstman, K. (2000) Om het beheer van de arbeidsongeschiktheid. Het politieke debat over de Ongevallenwet en het wel en wee van een medische markt. Tijdschrift voor Sociale Geschiedenis, 25(4), 383-406.
- Horstman, K. (2000) Preventie na 2000: tussen wetenschap en het goede leven. Tijdschrift voor Gezondheidswetenschappen, 2, 45-50.

Enkele Engelstalige boeken zijn:
- Horstman, K. Dow, E. & Penders, B. (eds.) (2012) Governance of Health Care Innovation. Excursions into Politics, Science and citizenship, LULU Academic, Raleigh.
- Vries, G.H. de & Horstman, K. (eds.) (2008), Genetics from laboratory to society, Social learning as an alternative to regulation. Basingstoke, Palgrave Macmillan, Health Technology Series.
- Horstman, K. (2001), Public bodies, private lives The historical construction of life insurance, health risks and citizenship in the Netherlands 1880-1920 Erasmus Publishing, Rotterdam.